# Trimenia weinmanniifolia
Trimenia weinmanniifolia, vrsta drveta ili grma iz porodice Trimeniaceae. Raste u tropskim krajevima Fidžija i Samoe
Naraste 2 do 3 metra visine